# Campionati europei under 23 di atletica leggera 2015
Il X Campionato europeo under 23 di atletica leggera (2015 European Athletics U23 Championships) si è disputato a Tallinn, in Estonia, dal 9 al 12 luglio 2015 presso il Kadriorg Stadium.
Sono stati assegnati titoli europei in 44 discipline (22 femminili e 22 maschili). La nazione a cui sono state assegnate più medaglie è stata la Germania, con sette ori, quattro argenti e cinque bronzi e la tedesca Rebekka Haase è stata l'atleta più medagliata con tre ori (nei 100 e 200 metri piani e nella staffetta 4×100 metri).

## Nazioni partecipanti
Tra parentesi, il numero di atleti partecipanti per nazione.
- Armenia (1)
- Austria (6)
- Azerbaigian (3)
- Belgio (25)
- Bielorussia (23)
- Bosnia ed Erzegovina (3)
- Bulgaria (8)
- Rep. Ceca (32)
- Cipro (8)
- Croazia (10)
- Danimarca (4)
- Estonia (17)
- Finlandia (38)
- Francia (51)
- Georgia (7)
- Germania (69)
- Grecia (11)
- Irlanda (14)
- Islanda (4)
- Israele (15)
- Italia (73)
- Lettonia (15)
- Lituania (20)
- Lussemburgo (5)
- Macedonia (1)
- Malta (1)
- Moldavia (2)
- Montenegro (2)
- Norvegia (25)
- Paesi Bassi (32)
- Polonia (56)
- Portogallo (22)
- Regno Unito (36)
- Romania (32)
- Russia (58)
- San Marino (1)
- Serbia (8)
- Slovacchia (6)
- Slovenia (12)
- Spagna (41)
- Svezia (38)
- Svizzera (17)
- Turchia (18)
- Ucraina (37)
- Ungheria (27)

## Risultati

### Uomini
| Specialità | Oro                                                                     | Prestazione | Argento                                                                     | Prestazione  | Bronzo                                                                    | Prestazione |
| Corse piane |                                                                         |             |                                                                             |              |                                                                           |             |
| 100 metri | Giovanni Galbieri                                                       | 10"33       | Denis Dimitrov                                                              | 10"34        | Guy-Elphège Anouman                                                       | 10"39       |
| 200 metri | Karol Zalewski                                                          | 20"49       | Leon Reid                                                                   | 20"63        | Jan Jirka                                                                 | 20"82       |
| 400 metri | Thomas Jordier                                                          | 45"50       | Pavel Ivashko                                                               | 45"73        | Luka Janezic                                                              | 45"73       |
| 800 metri | Artur Kuciapski                                                         | 1'48"11     | Saúl Ordóñez                                                                | 1'48"23      | Zan Rudolf                                                                | 1'48"47     |
| 1.500 metri | Marc Alcalá                                                             | 3'44"54     | Mohad Abdikadar Sheik Ali                                                   | 3'44"91      | Neil Gourley                                                              | 3'45"04     |
| 5.000 metri | Ali Kaya                                                                | 13'20"16    | Isaac Kimeli                                                                | 13'54"33     | Carlos Mayo                                                               | 13'55"19    |
| 10.000 metri | Ali Kaya                                                                | 27'53"38    | Mikhail Strelkov                                                            | 28'53"94     | Yassine Rachik                                                            | 28'53"99    |
| Corse su strada |                                                                         |             |                                                                             |              |                                                                           |             |
| Marcia 20 km | Nikolay Markov                                                          | 1h23'49" >  | Álvaro Martín                                                               | 1h24'51" ~ > | Pavel Parshin                                                             | 1h25'26"    |
| Corse a ostacoli |                                                                         |             |                                                                             |              |                                                                           |             |
| 110 metri ostacoli | David Omoregie                                                          | 13"63       | Javier Colomo                                                               | 13"73        | Lorenzo Perini                                                            | 13"86       |
| 400 metri ostacoli | Patryk Dobek                                                            | 48"84 m EUS | Jussi Kanervo                                                               | 49"66        | Nicolai Hartling                                                          | 50"02       |
| 3000 metri siepi | Mitko Tsenov                                                            | 8'37"79     | Viktor Bakharev                                                             | 8'40"75      | Osama Zoghlami                                                            | 8'42"00     |
| Salti |                                                                         |             |                                                                             |              |                                                                           |             |
| Salto in alto | Ilya Ivanyuk                                                            | 2,30 m      | Dmitriy Kroyter                                                             | 2,24 m       | Chris Kandu Eugenio Meloni                                                | 2,21 m      |
| Salto con l'asta | Robert Renner                                                           | 5,55 m      | Leonid Kobelev                                                              | 5,55 m       | Adrián Vallés                                                             | 5,50 m      |
| Salto in lungo | Fabian Heinle                                                           | 8,14 m      | Radek Juška                                                                 | 8,00 m       | Bachana Khorava                                                           | 7,97 m      |
| Salto triplo | Dmitriy Chizhikov                                                       | 17,05 m     | Georgi Tsonov                                                               | 16,77 m      | Ilya Potaptsev                                                            | 16,46 m     |
| Lanci |                                                                         |             |                                                                             |              |                                                                           |             |
| Getto del peso | Filip Mihaljević                                                        | 19,35 m     | Bob Bertemes                                                                | 19,29 m      | Andrzej Rein                                                              | 19,08 m     |
| Lancio del disco | Alin Firfirică                                                          | 60,64 m     | Wojciech Praczyk                                                            | 58,96 m      | Róbert Szikszai                                                           | 58,82 m     |
| Lancio del martello | Nick Miller                                                             | 74,46 m     | Valeriy Pronkin                                                             | 74,29 m      | Bence Pásztor                                                             | 74,06 m     |
| Lancio del giavellotto | Kacper Oleszczuk                                                        | 82,29 m     | Maksym Bohdan                                                               | 81,08 m      | Bernhard Seifert                                                          | 80,57 m     |
| Prove multiple |                                                                         |             |                                                                             |              |                                                                           |             |
| Decathlon | Pieter Braun                                                            | 8195 p.     | Jorge Ureña                                                                 | 7983 p.      | Janek Õiglane                                                             | 7945 p.     |
| Staffette |                                                                         |             |                                                                             |              |                                                                           |             |
| 4×100 m | Francia Guy-Elphège Anouman Mickael-Meba Zeze Ken Roman Stuart Dutamby  | 39"36       | Rep. Ceca Marcel Kadlec Michal Desenský Jan Jirka Zdeněk Stromšík           | 39"38        | Russia Aleksandr Yeliseyev Dmitriy Sychev Denis Ogarkov Kirill Chernukhin | 39"45       |
| 4×400 m | Francia Ludvy Vaillant Alexandre Divet Nicolas Courbiere Thomas Jordier | 3'04"92     | Polonia Kajetan Duszyński Patryk Dobek Bartlomiej Chojnowski Karol Zalewski | 3'05"35      | Germania Jakob Krempin Alexander Gladitz Torben Junker Marc Koch          | 3'05"97     |
| record mondiale; record mondiale stagionale; miglior prestazione mondiale under 23; miglior prestazione mondiale stagionale under 23; record europeo; miglior prestazione europea stagionale; miglior prestazione europea under 23; miglior prestazione europea stagionale under 23; record dei campionati; record nazionale; record nazionale under 23; record personale; record personale stagionale. |                                                                         |             |                                                                             |              |                                                                           |             |

### Donne
| Specialità | Oro                                                                               | Prestazione | Argento                                                                              | Prestazione | Bronzo                                                                    | Prestazione |
| Corse piane |                                                                                   |             |                                                                                      |             |                                                                           |             |
| 100 metri | Rebekka Haase                                                                     | 11"47       | Alexandra Burghardt                                                                  | 11"54       | Stella Akakpo                                                             | 11"55       |
| 200 metri | Rebekka Haase                                                                     | 23"16       | Anna-Lena Freese                                                                     | 23"22       | Brigitte Ntiamoah                                                         | 23"49       |
| 400 metri | Bianca Razor                                                                      | 51"31       | Yekaterina Renzhina                                                                  | 51"51       | Patrycja Wyciszkiewicz                                                    | 51"63       |
| 800 metri | Renelle Lamote                                                                    | 2'00"19     | Anastasiya Tkachuk                                                                   | 2'00"43     | Christina Hering                                                          | 2'00"88     |
| 1.500 metri | Amela Terzic                                                                      | 4'04"77     | Sofia Ennaoui                                                                        | 4'04"90     | Nataliya Pryshchepa                                                       | 4'06"29     |
| 5.000 metri | Liv Westphal                                                                      | 15'30"61    | Louise Carton                                                                        | 15'32"75    | Viktoriya Kalyuzhna                                                       | 15'38"38    |
| 10.000 metri | Jip Vastenburg                                                                    | 32'18"69    | Rhona Auckland                                                                       | 32'22"79    | Alice Wright                                                              | 32'46"57    |
| Corse su strada |                                                                                   |             |                                                                                      |             |                                                                           |             |
| Marcia 20 km | Mariya Ponomaryova                                                                | 1h27'17"    | Anežka Drahotová                                                                     | 1h27'25" ~  | Lyudmyla Olyanovska                                                       | 1h28'41" ~  |
| Corse a ostacoli |                                                                                   |             |                                                                                      |             |                                                                           |             |
| 100 metri ostacoli | Noemi Zbären                                                                      | 12"71       | Karolina Koleczek                                                                    | 12"92       | Nadine Visser                                                             | 13"01       |
| 400 metri ostacoli | Elise Malmberg                                                                    | 55"88       | Stina Troest                                                                         | 56"01       | Aurelie Chaboudez                                                         | 56"04       |
| 3000 metri siepi | Tugba Guvenc                                                                      | 9'36"14     | Maeva Danois                                                                         | 9'40"89     | Emma Oudiou                                                               | 9'44"74     |
| Salti |                                                                                   |             |                                                                                      |             |                                                                           |             |
| Salto in alto | Alessia Trost                                                                     | 1,90 m      | Nafissatou Thiam                                                                     | 1,87 m      | Iryna Herashchenko                                                        | 1,87 m      |
| Salto con l'asta | Angelica Bengtsson                                                                | 4,55 m      | Michaela Meijer                                                                      | 4,50 m      | Natalya Demidenko                                                         | 4,35 m      |
| Salto in lungo | Malika Mihambo                                                                    | 6,73 m      | Jazmin Sawyers                                                                       | 6,71 m      | Alina Rotaru                                                              | 6,69 m      |
| Salto triplo | Dovile Dzindzaletaite                                                             | 14,23 m     | Elena Andreea Panturoiu                                                              | 14,13 m     | Tetyana Ptashkina                                                         | 14,05 m     |
| Lanci |                                                                                   |             |                                                                                      |             |                                                                           |             |
| Getto del peso | Viktoryia Kolb                                                                    | 17,47 m     | Shanice Craft                                                                        | 17,29 m     | Sara Gambetta                                                             | 16,99 m     |
| Lancio del disco | Shanice Craft                                                                     | 63,83 m     | Anna Rüh                                                                             | 61,27 m     | Kristin Pudenz                                                            | 59,94 m     |
| Lancio del martello | Alexandra Tavernier                                                               | 72,50 m     | Alena Sobaleva                                                                       | 71,20 m     | Malwina Kopron                                                            | 68,57 m     |
| Lancio del giavellotto | Christin Hussong                                                                  | 65,60 m     | Kateryna Derun                                                                       | 58,60 m     | Liveta Jasiunaite                                                         | 55,77 m     |
| Prove multiple |                                                                                   |             |                                                                                      |             |                                                                           |             |
| Eptathlon | Xénia Krizsán                                                                     | 6303 p.     | Lyubov Tkach                                                                         | 6055 p.     | Ivona Dadic                                                               | 6033 p.     |
| Staffette |                                                                                   |             |                                                                                      |             |                                                                           |             |
| 4×100 m | Germania Amelie-Sophie Lederer Alexandra Burghardt Rebekka Haase Anna-Lena Freese | 43"47       | Italia Martina Favaretto Irene Siragusa Anna Bongiorni Johanelis Herrera Abreu       | 44"06       | Svizzera Lena Weiss Sarah Atcho Charlène Keller Noemi Zbären              | 44"24       |
| 4×400 m | Regno Unito Seren Bundy-Davies Zoey Clark Victoria Ohuruogu Kirsten McAslan       | 3'30"07     | Polonia Malgorzata Curylo Martyna Dabrowska Adrianna Janowicz Patrycja Wyciszkiewicz | 3'30"24     | Russia Yana Glotova Yuliya Spiridonova Tatyana Zotova Yekaterina Renzhina | 3'30"78     |
| record mondiale; record mondiale stagionale; miglior prestazione mondiale under 23; miglior prestazione mondiale stagionale under 23; record europeo; miglior prestazione europea stagionale; miglior prestazione europea under 23; miglior prestazione europea stagionale under 23; record dei campionati; record nazionale; record nazionale under 23; record personale; record personale stagionale. |                                                                                   |             |                                                                                      |             |                                                                           |             |

## Medagliere
| Posizione | Paese       | Oro | Argento | Bronzo | Totale |
| --------- | ----------- | --- | ------- | ------ | ------ |
| 1         | Germania    | 7   | 4       | 5      | 16     |
| 2         | Francia     | 6   | 1       | 5      | 12     |
| 3         | Russia      | 4   | 7       | 5      | 16     |
| 4         | Polonia     | 4   | 5       | 3      | 12     |
| 5         | Regno Unito | 3   | 3       | 3      | 9      |
| 6         | Turchia     | 3   | 0       | 0      | 3      |
| 7         | Italia      | 2   | 2       | 4      | 8      |
| 8         | Romania     | 2   | 1       | 1      | 4      |
| 9         | Svezia      | 2   | 1       | 0      | 3      |
| 10        | Paesi Bassi | 2   | 0       | 1      | 3      |
| 11        | Spagna      | 1   | 4       | 2      | 7      |
| 12        | Bulgaria    | 1   | 2       | 0      | 3      |
| 13        | Bielorussia | 1   | 1       | 0      | 2      |
| 14        | Ungheria    | 1   | 0       | 2      | 3      |
| 14        | Slovenia    | 1   | 0       | 2      | 3      |
| 16        | Lituania    | 1   | 0       | 1      | 2      |
| 16        | Svizzera    | 1   | 0       | 1      | 2      |
| 18        | Croazia     | 1   | 0       | 0      | 1      |
| 18        | Serbia      | 1   | 0       | 0      | 1      |
| 20        | Ucraina     | 0   | 3       | 5      | 8      |
| 21        | Rep. Ceca   | 0   | 3       | 1      | 4      |
| 22        | Belgio      | 0   | 3       | 0      | 3      |
| 23        | Danimarca   | 0   | 1       | 1      | 2      |
| 24        | Finlandia   | 0   | 1       | 0      | 1      |
| 24        | Israele     | 0   | 1       | 0      | 1      |
| 24        | Lussemburgo | 0   | 1       | 0      | 1      |
| 27        | Austria     | 0   | 0       | 1      | 1      |
| 27        | Estonia     | 0   | 0       | 1      | 1      |
| 27        | Georgia     | 0   | 0       | 1      | 1      |
| Totale    | Totale      | 44  | 44      | 44     | 132    |